# Franziskaner in Köln
Seit dem 13. Jahrhundert bestanden in Köln mehrere Niederlassungen des Franziskanerordens, der sich 1517 in den Orden der Observanten (Franziskaner) und Konventualen (Minoriten) teilte.
Die Brüder des 1209 von Franz von Assisi gegründeten Ordens ließen sich im Oktober 1221 erstmals dauerhaft in Deutschland nieder, und zwar in Augsburg. 1222 kamen sie bis nach Köln, das zum Zentrum der ursprünglich einzigen deutschen Ordensprovinz Teutonia wurde. 1230 wurde die Teutonia in eine rheinische (Provincia Rheni) und eine sächsische Provinz (Provincia Saxonia) geteilt, 1239 erfolgte die Teilung der rheinischen in die Oberdeutsche Provincia Argentina (Straßburg) und die Niederdeutsche Provincia Colonia, deren Hauptort Köln war.
In Köln bestanden folgende Klöster:

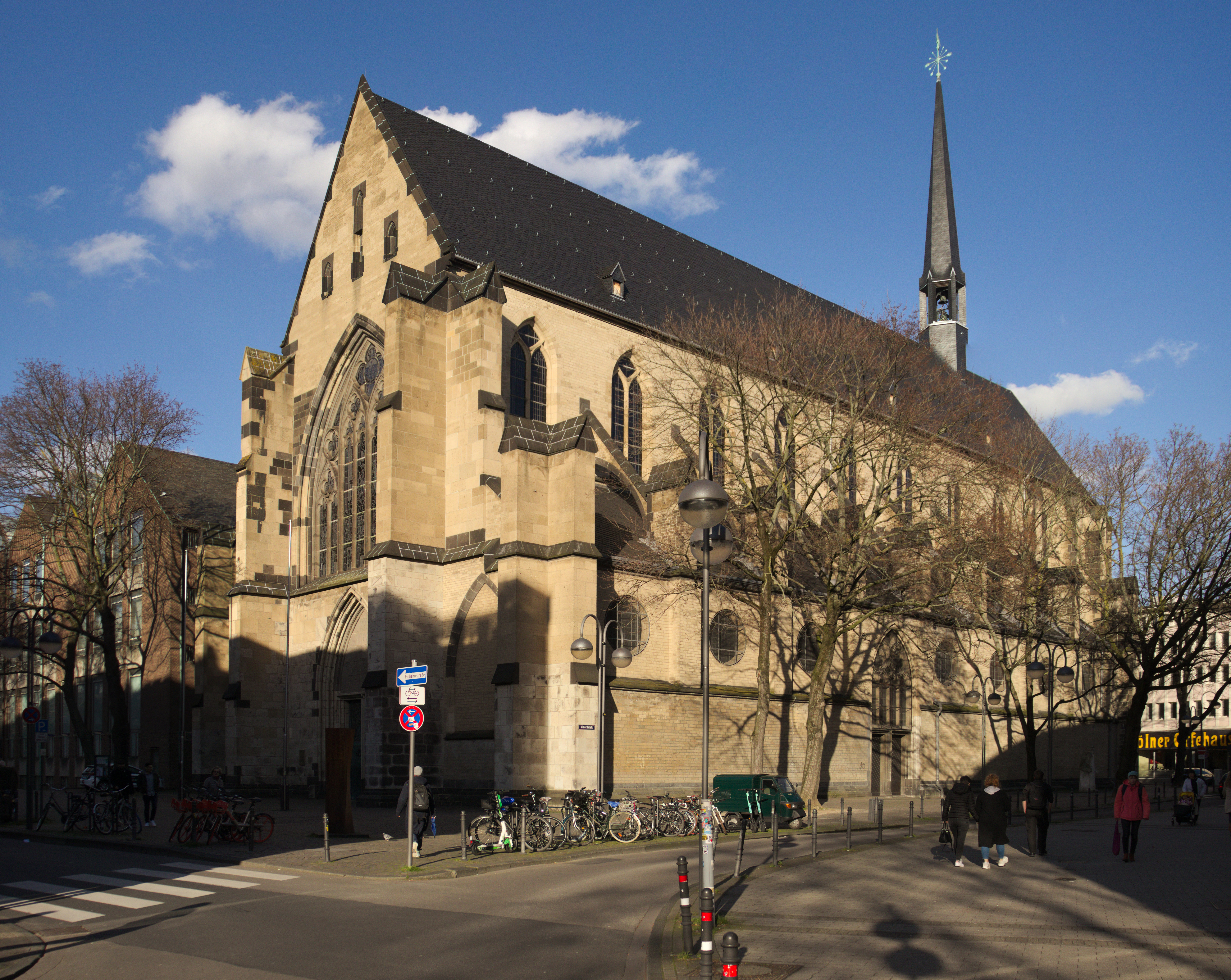
Die Minoritenkirche (2020)

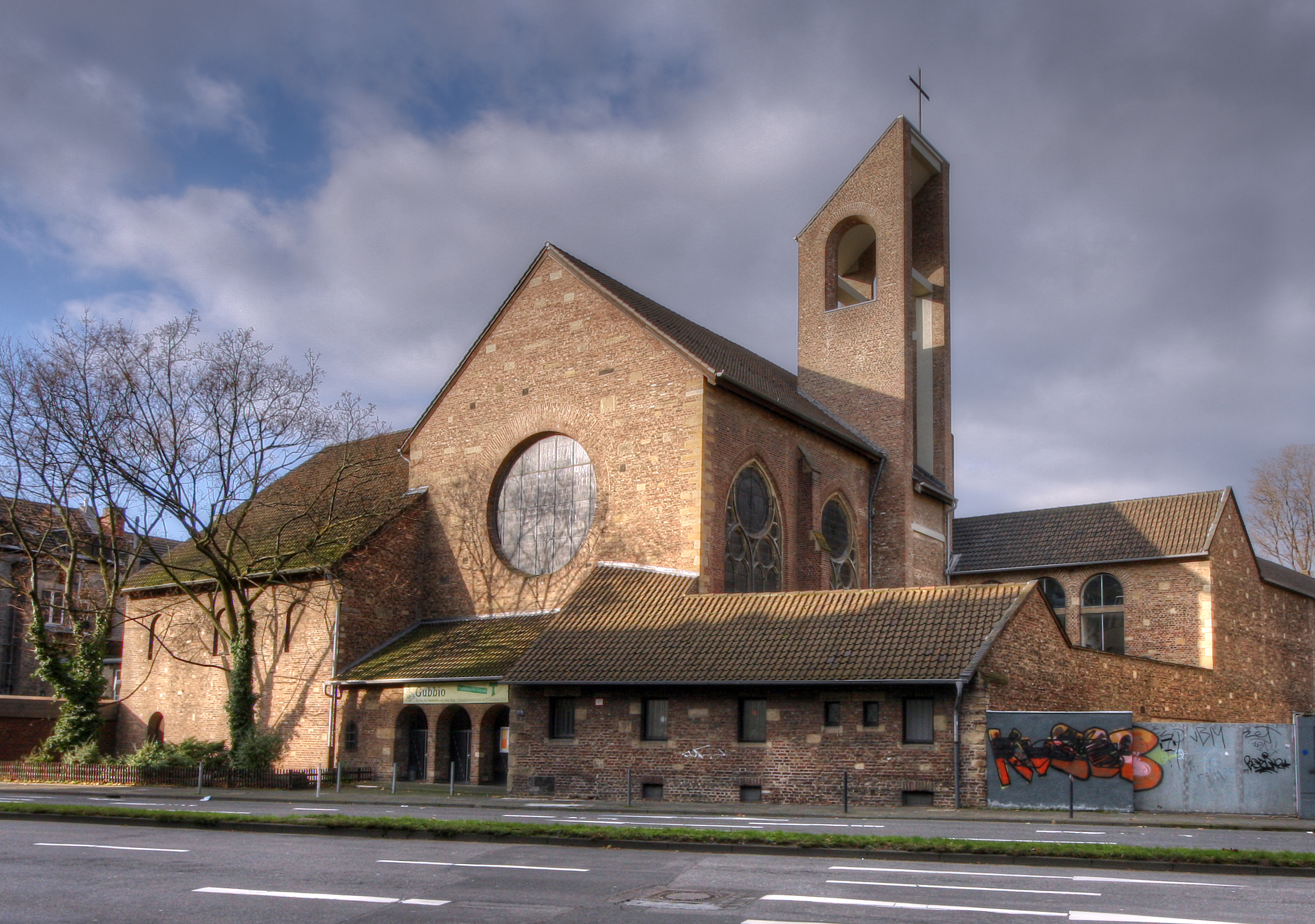
Kirche Zum unbefleckten Herzen Mariens und Klostergebäude in der Ulrichgasse (2009)

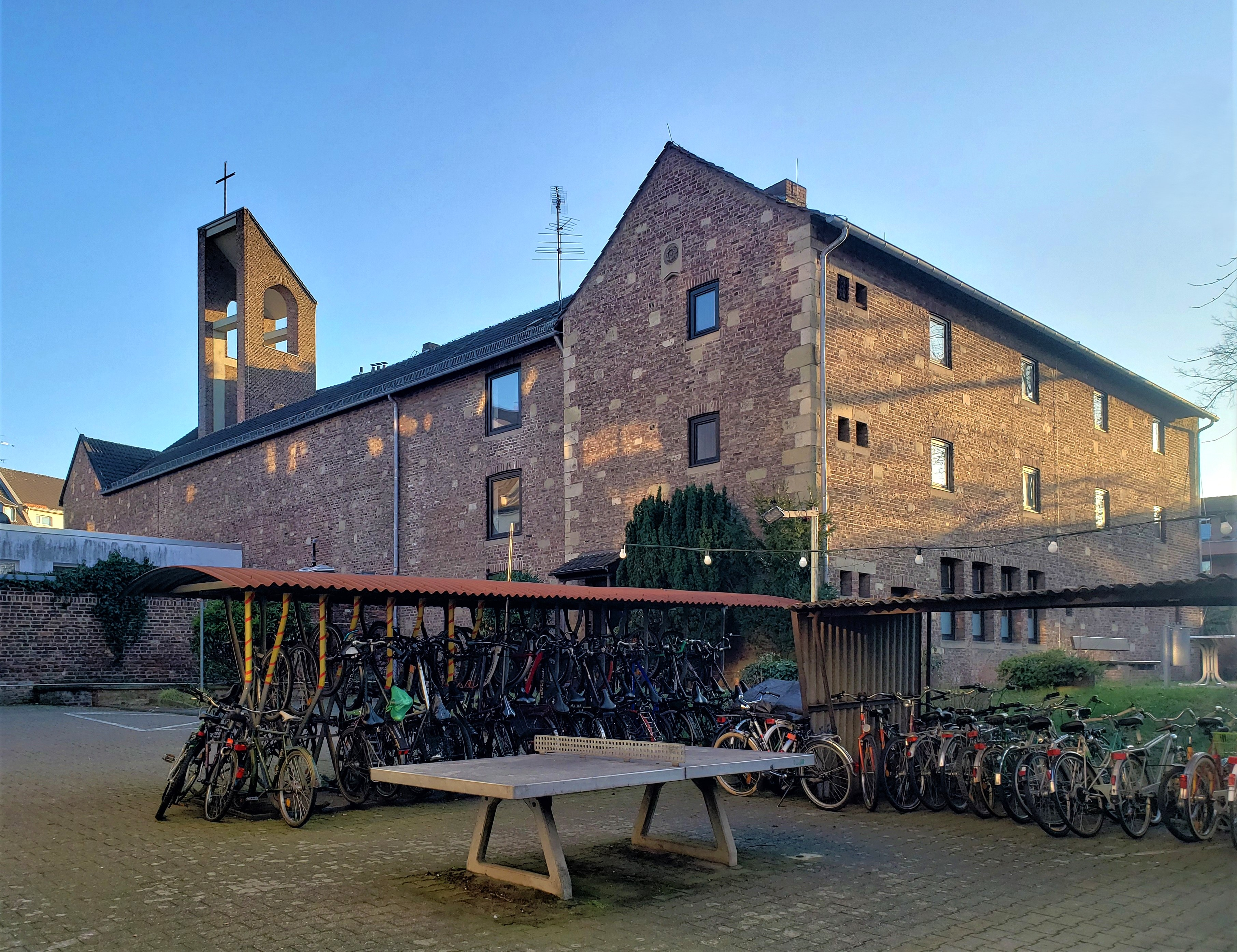
Das ehemalige Konventsgebäude von Nordwesten (2022)

- 1222: Erste Niederlassung im Pfarrbezirk von St. Severin („Sionstal“)[3]

- 1240er-Jahre bis 1802: Klosterbau, ab 1245 Bau der Minoritenkirche als Klosterkirche und eines nördlich angebauten vierflügeligen Klosters um einen Innenhof mit Kreuzgang; nach der Teilung des Ordens in die  Observanten und Konventualen 1517 schloss sich der Konvent den Konventualen (Minoriten) an. Der Konvent wurde 1802 im Zuge der Säkularisation aufgehoben. Kloster und Kirche wurden von der Armenverwaltung genutzt, die Konventsgebäude wurden 1855 abgerissen. Lediglich das Maßwerk des Westflügels blieb erhalten und ist heute in das Museum für Angewandte Kunst integriert,[4] dessen Gebäude 1953 bis 1957 von dem Kölner Architekten Rudolf Schwarz erbaut wurde und die Grundrisslinien und den zurückhaltenden Baustil des früheren Klosters aufnimmt.

- 1589 bis 1802: Die Observanten kehrten nach Köln zurück und gründeten 1589 am Olivandenhof ein eigenes Kloster, den Conventus ad olivas;[5] sie gehörten zum Reformzweig der Franziskaner-Rekollekten. Das Kloster wurde ebenfalls 1802 aufgehoben.

- 1892 bis 1978: Die Observanten gründeten ein neues Kloster an der Ulrichgasse in der Altstadt-Süd unweit der Kirche St. Maria vom Frieden und dem Kloster der Karmelitinnen. Das Franziskanerkloster und die neugotische Klosterkirche wurden im Zweiten Weltkrieg stark beschädigt. 1953/54 erfolgte ein erweiterter Wiederaufbau durch den Architekten Emil Steffann. Ab 1968 befand sich im Kloster vorübergehend das Noviziat der Kölnischen Franziskanerprovinz. Nach Aufhebung des Klosters wegen Personalmangels nutzte das Erzbistum Köln die Gebäude bis 2001 als Diakoneninstitut zur Ausbildung von ständigen Diakonen.[6] Seit 2004 befinden sich im Kloster mit der Einrichtung Gubbio die Räumlichkeiten der Katholischen Obdachlosenseelsorge in Köln; bis 2019 waren dort einzelne Franziskaner tätig.[7]

- 1929 kehrten die Minoriten an die Minoritenkirche zurück. 1956 übernahmen sie zusätzlich die Seelsorge an der benachbarten Kolumbakapelle, die an der Stelle der kriegszerstörten Pfarrkirche St. Kolumba erbaut wurde. Im Zuge des Neubaus erhielten sie an der Kolumbastraße zwischen der Minoritenkirche und der Kolumbakapelle auch ein neues Konventsgebäude, das für das 2007 eingeweihte Kunstmuseum des Erzbistums Köln abgerissen wurde. Die Minoriten erhielten einen Neubau an der Tunisstraße.[8]

- 1974 bis 2019: In Köln-Vingst bestand in angemieteten Wohnungen eine Gemeinschaft der Franziskaner, in der zwei bis vier Brüder lebten, die als Seelsorger oder in sozialen Projekten tätig waren oder in Köln studierten. Sie war angesiedelt im Umkreis der Pfarrkirche St. Theodor, bis 1983 in der Würzburger Straße, ab 1993 in der Burgstraße.[9]